# Brigitte Köck
Brigitte Köck, née le 18 mai 1970 à Innsbruck, est une snowboardeuse autrichienne spécialiste du slalom géant. Elle est notamment médaillée de bronze aux Jeux olympiques d'hiver de 1998.

## Palmarès
- Médaillé de bronze olympique lors des Jeux olympiques d'hiver de 1998 à Nagano ( Japon)